# György Udvardy

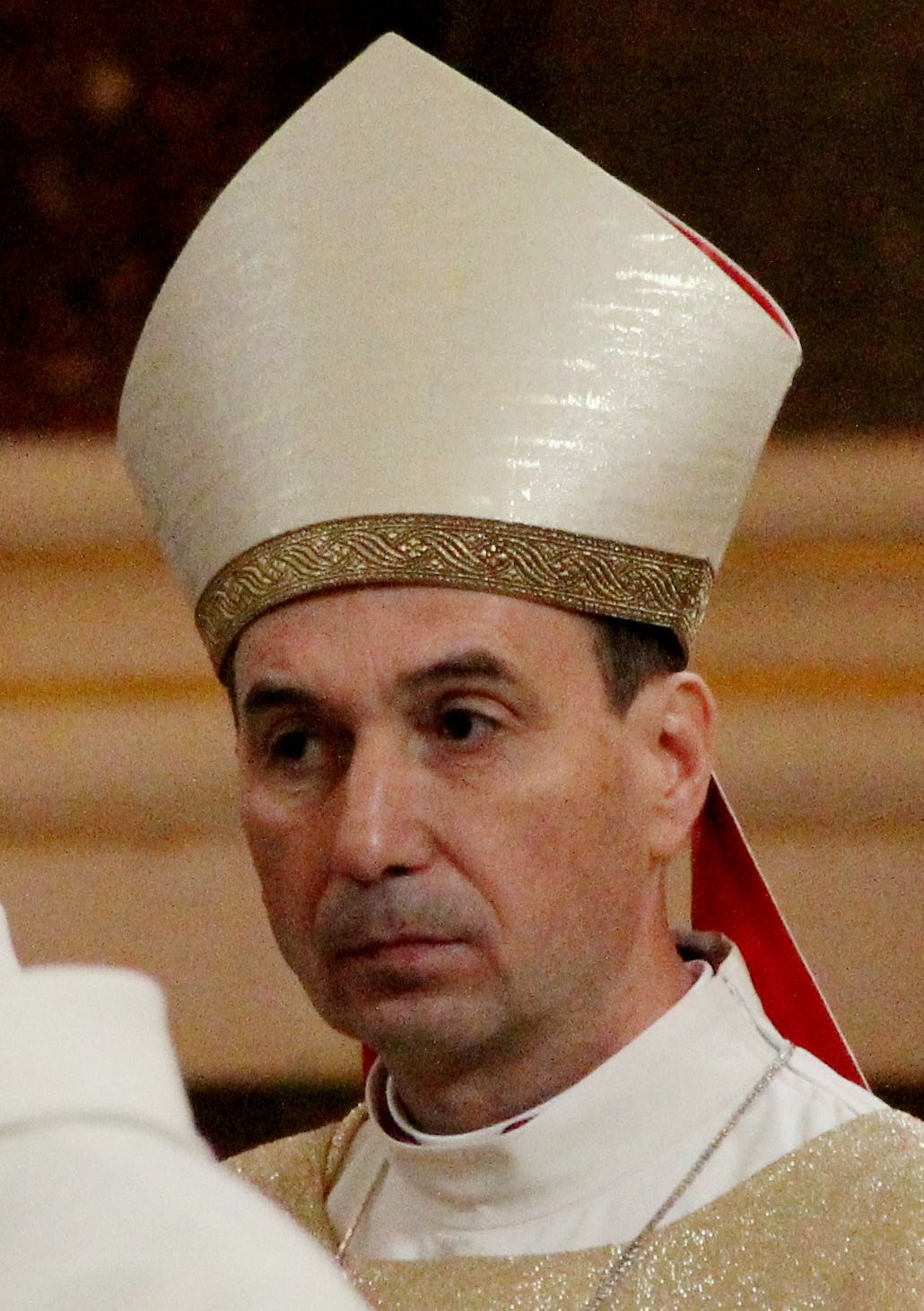
György Udvardy als Bischof

Wappen von György Udvardy als Erzbischof von Veszprém

György Udvardy (* 14. Mai 1960 in Balassagyarmat) ist ein ungarischer Geistlicher und römisch-katholischer Erzbischof von Veszprém.

## Leben
György Udvardy empfing am 15. Juni 1985 von Kardinal László Lékai die Priesterweihe für das Erzbistum Esztergom.
Papst Johannes Paul II. ernannte ihn am 24. Januar 2004 zum Titularbischof von Marazanae und zum Weihbischof in Esztergom-Budapest. Die Bischofsweihe spendete ihm der Erzbischof von Esztergom-Budapest, Kardinal Péter Erdő, am 21. Februar desselben Jahres; Mitkonsekratoren waren Alterzbischof László Kardinal Paskai und der Apostolische Nuntius in Ungarn, Erzbischof Juliusz Janusz. Bis 2011 war er unter Kardinal Erdő auch Generalvikar.
Am 9. April 2011 ernannte Papst Benedikt XVI. Udvardy zum Bischof von Pécs. Die Amtseinführung erfolgte im selben Monat.
Papst Franziskus ernannte ihn am 12. Juli 2019 zum Erzbischof von Veszprém. Die Amtseinführung fand am 31. August desselben Jahres statt. Das Bistum Pécs verwaltete er bis zum Amtsantritt seines Nachfolgers László Felföldi am 6. Januar 2021 als Apostolischer Administrator.